# ميلاني غيليغان
ميلاني غيليغان هي فنانة تنصيبية كندية، ولدت في 1979.